# Pallacanestro Virtus Roma 2013-2014
Questa voce raccoglie le informazioni riguardanti la Pallacanestro Virtus Roma nelle competizioni ufficiali della stagione 2013-2014.

## Stagione
La stagione 2013-2014 della Pallacanestro Virtus Roma sponsorizzata Acea, è la 34ª nel massimo campionato italiano di pallacanestro, la Serie A.
L'8 novembre Bobby Jones ottiene il passaporto equatoguineano diventando così equiparato ad un giocatore comunitario per la Serie A.

## Roster
Aggiornato al 17 marzo 2017.
| Virtus Roma 2013-14 | Virtus Roma 2013-14 |
| Giocatori           | Staff tecnico       |
| ------------------- | ------------------- |

| N. | Naz.                                                   | Ruolo | Nome                   | Anno | Alt.   | Peso   |  |
| -- | ------------------------------------------------------ | ----- | ---------------------- | ---- | ------ | ------ |  |
| 5  | Stati Uniti (bandiera)                                 | PG    | Phil Goss              | 1983 | 185 cm | 82 kg  |  |
| 6  | Stati Uniti (bandiera) · Guinea Equatoriale (bandiera) | A     | Bobby Jones            | 1984 | 201 cm | 98 kg  |  |
| 8  | Italia (bandiera)                                      | AC    | Alessandro Tonolli (C) | 1974 | 202 cm | 100 kg |  |
| 9  | Italia (bandiera)                                      | A     | Alex Righetti          | 1977 | 198 cm | 100 kg |  |
| 10 | Italia (bandiera)                                      | PG    | Lorenzo D'Ercole       | 1988 | 190 cm | 88 kg  |  |
| 11 | Stati Uniti (bandiera)                                 | P     | Jordan Taylor          | 1989 | 185 cm | 88 kg  |  |
| 12 | Stati Uniti (bandiera) · Nigeria (bandiera)            | C     | Callistus Eziukwu      | 1985 | 208 cm | 100 kg |  |
| 14 | Stati Uniti (bandiera) · Georgia (bandiera)            | AP    | Quinton Hosley         | 1984 | 201 cm | 98 kg  |  |
| 16 | Stati Uniti (bandiera)                                 | P     | Josh Mayo              | 1996 | 186 cm |        |  |
| 16 | Italia (bandiera)                                      | P     | Marco Reali            | 1995 | 188 cm | 85 kg  |  |
| 20 | Stati Uniti (bandiera)                                 | G     | Jimmy Baron            | 1986 | 191 cm | 89 kg  |  |
| 21 | Polonia (bandiera)                                     | AC    | Michał Ignerski        | 1980 | 207 cm | 111 kg |  |
| 23 | Polonia (bandiera)                                     | AC    | Szymon Szewczyk        | 1982 | 209 cm | 111 kg |  |
| 24 | Italia (bandiera)                                      | G     | Riccardo Moraschini    | 1991 | 191 cm | 80 kg  |  |
| 32 | Stati Uniti (bandiera) · Nigeria (bandiera)            | C     | Trevor Mbakwe          | 1989 | 207 cm | 111 kg |  |
| 45 | Stati Uniti (bandiera) · Montenegro (bandiera)         | AC    | Halil Kanačević        | 1991 | 203 cm | 116 kg |  |
|    | Italia (bandiera)                                      | A     | Davide Alviti          | 1996 | 197 cm |        |  |
|    | Italia (bandiera) · Russia (bandiera)                  | P     | Matteo Di Gristosomo   | 1996 | 180 cm |        |  |
|    | Italia (bandiera)                                      | PG    | Matteo Finamore        | 1996 | 186 cm |        |  |
|    | Italia (bandiera)                                      | PG    | Federico Pagano        | 1996 | 185 cm |        |  |

| Allenatore                                                                   |
| - Luca Dalmonte                                                              |
| Assistente/i                                                                 |
| - Antimo Martino Legenda - (C) Capitano - (IN) Inattivo - Infortunato Roster |

## Mercato

### Sessione estiva
| Acquisti | Acquisti            | Acquisti                 | Acquisti   | Acquisti |
| R.       | Nome                | da                       | Modalità   |          |
| -------- | ------------------- | ------------------------ | ---------- | -------- |
| A        | Alex Righetti       | Basket Ferentino         | definitivo |          |
| C        | Callistus Eziukwu   | Panelefsiniakos          | definitivo |          |
| AP       | Quinton Hosley      | Zielona Góra             | definitivo |          |
| G        | Jimmy Baron         | Lokomotiv Kuban'         | definitivo |          |
| AC       | Michał Ignerski     | Dinamo Sassari           | definitivo |          |
| C        | Trevor Mbakwe       | Minnesota Golden Gophers | definitivo |          |
| G        | Riccardo Moraschini | Virtus Bologna           | definitivo |          |
| ALL      | Luca Dalmonte       | Fenerbahçe               | definitivo |          |

| Cessioni | Cessioni           | Cessioni                 | Cessioni       | Cessioni |
| R.       | Nome               | a                        | Modalità       |          |
| -------- | ------------------ | ------------------------ | -------------- | -------- |
| P        | Matteo Tambone     | Basket Ravenna           | fine contratto |          |
| C        | Gani Lawal         | Basket Guangzhou Liu Sui | fine contratto |          |
| AG       | Olek Czyż          | F.W. Mad Ants            | fine contratto |          |
| C        | Filippo Gorrieri   | A. Costa Imola           | prestito       |          |
| A        | Luigi Datome       | Detroit Pistons          | fine contratto |          |
| G        | Bryan Bailey       | Bayreuth                 | fine contratto |          |
| C        | Péter Lóránt       | Szolnoki Olaj            | fine contratto |          |
| ALL      | Marco Calvani      | Free agent               | fine contratto |          |
| ALL      | Massimo Maffezzoli | Dinamo Sassari           | fine contratto |          |

### Dopo l'inizio della stagione
| Acquisti | Acquisti        | Acquisti           | Acquisti   | Acquisti |
| R.       | Nome            | da                 | Modalità   |          |
| -------- | --------------- | ------------------ | ---------- | -------- |
| P        | Josh Mayo       | Sutor Montegranaro | definitivo |          |
| AC       | Szymon Szewczyk | Free agent         | definitivo |          |
| AC       | Halil Kanačević | St. Joseph's Hawks | definitivo |          |

| Cessioni | Cessioni          | Cessioni   | Cessioni                | Cessioni |
| R.       | Nome              | a          | Modalità                |          |
| -------- | ----------------- | ---------- | ----------------------- | -------- |
| AC       | Michał Ignerski   | Free agent | risoluzione consensuale |          |
| C        | Callistus Eziukwu | Rethymno   | risoluzione consensuale |          |
| P        | Jordan Taylor     | Free agent | definitivo              |          |